# Copa Libertadores 2008
La Copa Libertadores 2008, denominada por motivos comerciales Copa Santander Libertadores 2008, fue la cuadragésima novena edición del torneo de clubes más importante de América del Sur, organizado por la Confederación Sudamericana de Fútbol, en la que participaron equipos de once países: Argentina, Bolivia, Brasil, Chile, Colombia, Ecuador, México, Paraguay, Perú, Uruguay y Venezuela.
Liga de Quito alcanzó su primer título en la competición, coronándose también como el primer equipo de Ecuador en conseguir la Copa Libertadores. Por ello, clasificó a la Copa Mundial de Clubes 2008, y disputó la Recopa Sudamericana 2009 frente a Internacional de Brasil. Además, clasificó a la segunda fase de la Copa Libertadores 2009.

## Formato
Un total de 12 equipos —los 2 últimos clasificados del país del campeón vigente, y el último clasificado de cada uno de los restantes países— disputaron la primera fase, en la cual se establecieron seis llaves. Cada una tuvo a su respectivo ganador, que accedió a la segunda fase, a la que ya se encontraban clasificados los restantes 26 equipos, constituyéndose así ocho grupos de 4 equipos. Los dos primeros de cada zona pasaron a las fases finales, disputadas bajo el sistema de eliminación directa y compuestas por los octavos de final, los cuartos de final, las semifinales y la final, en la que se declaró al campeón.
|                            |                            | Equipos que entran en esta fase | Equipos que provienen de la fase anterior                                       |
| -------------------------- | -------------------------- | --- | ------------------------------------------------------------------------------- |
| Primera fase (12 equipos)  | Primera fase (12 equipos)  | - 1 equipo de Argentina, Bolivia, Brasil, Chile, Colombia, Ecuador, México, Paraguay, Perú, Uruguay y Venezuela - 1 equipo extra del país del campeón vigente |                                                                                 |
| Segunda fase (32 equipos)  | Segunda fase (32 equipos)  | - 4 equipos de Argentina y Brasil - 2 equipos de Bolivia, Chile, Colombia, Ecuador, México, Paraguay, Perú, Uruguay y Venezuela                               | - 6 equipos clasificados de la Primera fase                                     |
| Fases finales (16 equipos) | Fases finales (16 equipos) | | - 8 equipos primeros de la Segunda fase - 8 equipos segundos de la Segunda fase |

## Equipos participantes
En cursiva los equipos debutantes en el torneo.
| País                                | Equipo                                                              | Vía de clasificación |
| ----------------------------------- | ------------------------------------------------------------------- | --- |
| Argentina 5 cupos + campeón vigente | Boca Juniors Estudiantes (LP) San Lorenzo River Plate Arsenal Lanús | Campeón de la Copa Libertadores 2007 Campeón del Torneo Apertura 2006 Campeón del Torneo Clausura 2007 Mejor equipo ubicado en la tabla de posiciones del Campeonato de Primera División 2006-07 2.º mejor equipo ubicado en la tabla de posiciones del Campeonato de Primera División 2006-07 3.º mejor equipo ubicado en la tabla de posiciones del Campeonato de Primera División 2006-07 |
| Bolivia 3 cupos                     | Real Potosí San José La Paz                                         | Campeón del Torneo Apertura 2007 Campeón del Torneo Clausura 2007 Subcampeón del Torneo Clausura 2007 |
| Brasil 5 cupos                      | Fluminense São Paulo Santos Flamengo Cruzeiro                       | Campeón de la Copa de Brasil 2007 Campeón del Campeonato Brasileño de 2007 Subcampeón del Campeonato Brasileño de 2007 3.º puesto del Campeonato Brasileño de 2007 5.º puesto del Campeonato Brasileño de 2007 |
| Chile 3 cupos                       | Colo-Colo Universidad Católica Audax Italiano                       | Campeón del Torneo Apertura 2007 y del Torneo Clausura 2007 Subcampeón en la temporada 2007 con mayor puntaje acumulado Mejor equipo ubicado en la tabla general de la fase clasificatoria del Torneo Clausura 2007 |
| Colombia 3 cupos                    | Atlético Nacional Cúcuta Deportivo Boyacá Chicó                     | Campeón del Torneo Apertura 2007 y Torneo Finalización 2007 Mejor equipo ubicado en la Reclasificación 2007 2.º mejor equipo ubicado en la Reclasificación 2007 |
| Ecuador 3 cupos                     | Liga de Quito Deportivo Cuenca Olmedo                               | Campeón del Campeonato Ecuatoriano de 2007 Subcampeón del Campeonato Ecuatoriano de 2007 3.º puesto de la Liguilla Final del Campeonato Ecuatoriano de 2007 |
| México 3 cupos                      | Guadalajara América Atlas                                           | Equipo mejor ubicado en la tabla general del Apertura 2007 que no es participante de la Copa de Campeones de la Concacaf 2008 Campeón de la InterLiga 2008 Ganador de la segunda final de la InterLiga 2008 |
| Paraguay 3 cupos                    | Sportivo Luqueño Libertad Cerro Porteño                             | Ganador del Torneo Apertura 2007 Ganador del Torneo Clausura 2007 Mejor equipo ubicado en la tabla acumulada del Campeonato Paraguayo de 2007 |
| Perú 3 cupos                        | Universidad San Martín Coronel Bolognesi Cienciano                  | Campeón del Campeonato Descentralizado 2007 Subcampeón del Campeonato Descentralizado 2007 Mejor equipo ubicado en la tabla acumulada del Campeonato Descentralizado 2007 |
| Uruguay 3 cupos                     | Danubio Nacional Montevideo Wanderers                               | Campeón del Campeonato Uruguayo de 2006-07 Ganador de la Liguilla Pre-Libertadores de América de 2007 2.º puesto de la Liguilla Pre-Libertadores de América de 2007 |
| Venezuela 3 cupos                   | Caracas U. A. Maracaibo Mineros de Guayana                          | Campeón de la Primera División Venezolana 2006-07 Subcampeón de la Primera División Venezolana 2006-07 Mejor equipo ubicado en la tabla acumulada de la Primera División Venezolana 2006-07 |

### Distribución geográfica de los equipos
Distribución geográfica de las sedes de los equipos participantes:

## Sorteo
El sorteo se realizó el 19 de diciembre de 2007 en la sede de la Confederación.

### Participantes de la Primera fase
| Participantes |                                                                                          |
| --- | ---------------------------------------------------------------------------------------- |
| \| - Arsenal - Lanús - La Paz - Cruzeiro - Audax Italiano - Boyacá Chicó \| - Olmedo - Atlas - Cerro Porteño - Cienciano - Montevideo Wanderers - Mineros de Guayana \| |                                                                                          |
| - Arsenal - Lanús - La Paz - Cruzeiro - Audax Italiano - Boyacá Chicó                                                                                                   | - Olmedo - Atlas - Cerro Porteño - Cienciano - Montevideo Wanderers - Mineros de Guayana |

### Bolilleros de la Segunda fase
| Bombo 1 | Bombo 2 | Bombo 3 | Bombo 4                                                                                         |
| --- | --- | --- | ----------------------------------------------------------------------------------------------- |
| - Boca Juniors - Estudiantes (LP) - San Lorenzo - River Plate - Fluminense - São Paulo - Santos - Flamengo | - Real Potosí - San José - Colo-Colo - Universidad Católica - Sportivo Luqueño - Libertad - Danubio - Nacional | - Atlético Nacional - Cúcuta Deportivo - Liga de Quito - Deportivo Cuenca - Universidad San Martín - Coronel Bolognesi - Caracas - U. A. Maracaibo | - Guadalajara - América - Ganador A - Ganador B - Ganador C - Ganador D - Ganador E - Ganador F |

## Primera fase
| Fechas                     | Local en la ida | Global | Local en la vuelta   | Ida | Vuelta | Llave     |
| -------------------------- | --------------- | ------ | -------------------- | --- | ------ | --------- |
| 31 de enero y 5 de febrero | Olmedo          | 1:3    | Lanús                | 1:0 | 0:3    | Ganador A |
| 30 de enero y 6 de febrero | Cruzeiro        | 6:3    | Cerro Porteño        | 3:1 | 3:2    | Ganador B |
| 29 de enero y 5 de febrero | Arsenal         | 3:2    | Mineros de Guayana   | 2:0 | 1:2    | Ganador C |
| 30 de enero y 6 de febrero | Atlas           | 2:1    | La Paz               | 2:0 | 0:1    | Ganador D |
| 31 de enero y 7 de febrero | Cienciano       | 1:0    | Montevideo Wanderers | 1:0 | 0:0    | Ganador E |
| 7 y 12 de febrero          | Boyacá Chicó    | 4:4    | Audax Italiano (v.)  | 4:3 | 0:1    | Ganador F |

## Segunda fase

### Grupo 1
| Equipo      | Pts. | PJ | PG | PE | PP | GF | GC | DG |
| ----------- | ---- | -- | -- | -- | -- | -- | -- | -- |
| Cruzeiro    | 11   | 6  | 3  | 2  | 1  | 11 | 7  | 4  |
| San Lorenzo | 10   | 6  | 3  | 1  | 2  | 8  | 7  | 1  |
| Caracas     | 7    | 6  | 2  | 1  | 3  | 6  | 11 | –5 |
| Real Potosí | 6    | 6  | 2  | 0  | 4  | 11 | 11 | 0  |

| \| Fecha \| Lugar \| Local \| Resultado \| Visitante \| \| ------------- \| -------------- \| ----------- \| --------- \| ----------- \| \| 12 de febrero \| Caracas \| Caracas \| 2:0 \| San Lorenzo \| \| 13 de febrero \| Belo Horizonte \| Cruzeiro \| 3:0 \| Real Potosí \| \| 21 de febrero \| Buenos Aires \| San Lorenzo \| 0:0 \| Cruzeiro \| \| 26 de febrero \| Caracas \| Caracas \| 2:1 \| Real Potosí \| \| 4 de marzo \| Belo Horizonte \| Cruzeiro \| 3:0 \| Caracas \| \| 11 de marzo \| Potosí \| Real Potosí \| 2:3 \| San Lorenzo \| \| 18 de marzo \| Caracas \| Caracas \| 1:1 \| Cruzeiro \| \| 25 de marzo \| Buenos Aires \| San Lorenzo \| 1:0 \| Real Potosí \| \| 1 de abril \| Potosí \| Real Potosí \| 3:1 \| Caracas \| \| 3 de abril \| Ipatinga \| Cruzeiro \| 3:1 \| San Lorenzo \| \| 16 de abril \| Potosí \| Real Potosí \| 5:1 \| Cruzeiro \| \| 16 de abril \| Buenos Aires \| San Lorenzo \| 3:0 \| Caracas \| |                |             |           |             |
| Fecha | Lugar          | Local       | Resultado | Visitante   |
| 12 de febrero | Caracas        | Caracas     | 2:0       | San Lorenzo |
| 13 de febrero | Belo Horizonte | Cruzeiro    | 3:0       | Real Potosí |
| 21 de febrero | Buenos Aires   | San Lorenzo | 0:0       | Cruzeiro    |
| 26 de febrero | Caracas        | Caracas     | 2:1       | Real Potosí |
| 4 de marzo | Belo Horizonte | Cruzeiro    | 3:0       | Caracas     |
| 11 de marzo | Potosí         | Real Potosí | 2:3       | San Lorenzo |
| 18 de marzo | Caracas        | Caracas     | 1:1       | Cruzeiro    |
| 25 de marzo | Buenos Aires   | San Lorenzo | 1:0       | Real Potosí |
| 1 de abril | Potosí         | Real Potosí | 3:1       | Caracas     |
| 3 de abril | Ipatinga       | Cruzeiro    | 3:1       | San Lorenzo |
| 16 de abril | Potosí         | Real Potosí | 5:1       | Cruzeiro    |
| 16 de abril | Buenos Aires   | San Lorenzo | 3:0       | Caracas     |

### Grupo 2
| Equipo           | Pts. | PJ | PG | PE | PP | GF | GC | DG |
| ---------------- | ---- | -- | -- | -- | -- | -- | -- | -- |
| Estudiantes (LP) | 11   | 6  | 3  | 2  | 1  | 9  | 5  | 4  |
| Lanús            | 10   | 6  | 2  | 4  | 0  | 9  | 6  | 3  |
| Deportivo Cuenca | 6    | 6  | 1  | 3  | 2  | 2  | 5  | –3 |
| Danubio          | 4    | 6  | 1  | 1  | 4  | 5  | 9  | –4 |

| \| Fecha \| Lugar \| Local \| Resultado \| Visitante \| \| ------------- \| ---------- \| ---------------- \| --------- \| ---------------- \| \| 12 de febrero \| Cuenca \| Deportivo Cuenca \| 1:0 \| Estudiantes (LP) \| \| 14 de febrero \| Lanús \| Lanús \| 3:1 \| Danubio \| \| 21 de febrero \| Cuenca \| Deportivo Cuenca \| 0:0 \| Danubio \| \| 26 de febrero \| La Plata \| Estudiantes (LP) \| 0:0 \| Lanús \| \| 5 de marzo \| Montevideo \| Danubio \| 1:2 \| Estudiantes (LP) \| \| 13 de marzo \| Lanús \| Lanús \| 0:0 \| Deportivo Cuenca \| \| 18 de marzo \| La Plata \| Estudiantes (LP) \| 2:0 \| Danubio \| \| 20 de marzo \| Cuenca \| Deportivo Cuenca \| 1:1 \| Lanús \| \| 27 de marzo \| Montevideo \| Danubio \| 2:0 \| Deportivo Cuenca \| \| 2 de abril \| Lanús \| Lanús \| 3:3 \| Estudiantes (LP) \| \| 15 de abril \| Montevideo \| Danubio \| 1:2 \| Lanús \| \| 15 de abril \| La Plata \| Estudiantes (LP) \| 2:0 \| Deportivo Cuenca \| |            |                  |           |                  |
| Fecha | Lugar      | Local            | Resultado | Visitante        |
| 12 de febrero | Cuenca     | Deportivo Cuenca | 1:0       | Estudiantes (LP) |
| 14 de febrero | Lanús      | Lanús            | 3:1       | Danubio          |
| 21 de febrero | Cuenca     | Deportivo Cuenca | 0:0       | Danubio          |
| 26 de febrero | La Plata   | Estudiantes (LP) | 0:0       | Lanús            |
| 5 de marzo | Montevideo | Danubio          | 1:2       | Estudiantes (LP) |
| 13 de marzo | Lanús      | Lanús            | 0:0       | Deportivo Cuenca |
| 18 de marzo | La Plata   | Estudiantes (LP) | 2:0       | Danubio          |
| 20 de marzo | Cuenca     | Deportivo Cuenca | 1:1       | Lanús            |
| 27 de marzo | Montevideo | Danubio          | 2:0       | Deportivo Cuenca |
| 2 de abril | Lanús      | Lanús            | 3:3       | Estudiantes (LP) |
| 15 de abril | Montevideo | Danubio          | 1:2       | Lanús            |
| 15 de abril | La Plata   | Estudiantes (LP) | 2:0       | Deportivo Cuenca |

### Grupo 3
| Equipo          | Pts. | PJ | PG | PE | PP | GF | GC | DG  |
| --------------- | ---- | -- | -- | -- | -- | -- | -- | --- |
| Atlas           | 11   | 6  | 3  | 2  | 1  | 11 | 6  | 5   |
| Boca Juniors    | 10   | 6  | 3  | 1  | 2  | 12 | 9  | 3   |
| Colo-Colo       | 10   | 6  | 3  | 1  | 2  | 11 | 9  | 2   |
| U. A. Maracaibo | 2    | 6  | 0  | 2  | 4  | 3  | 13 | –10 |

| \| Fecha \| Lugar \| Local \| Resultado \| Visitante \| \| ------------- \| ------------ \| --------------- \| --------- \| --------------- \| \| 20 de febrero \| Maracaibo \| U. A. Maracaibo \| 1:1 \| Boca Juniors \| \| 21 de febrero \| Guadalajara \| Atlas \| 3:0 \| Colo-Colo \| \| 28 de febrero \| Maracaibo \| U. A. Maracaibo \| 1:3 \| Colo-Colo \| \| 6 de marzo \| Buenos Aires \| Boca Juniors \| 3:0 \| Atlas \| \| 12 de marzo \| Guadalajara \| Atlas \| 3:0 \| U. A. Maracaibo \| \| 20 de marzo \| Santiago \| Colo-Colo \| 2:0 \| Boca Juniors \| \| 25 de marzo \| Maracaibo \| U. A. Maracaibo \| 1:1 \| Atlas \| \| 27 de marzo \| Buenos Aires \| Boca Juniors \| 4:3 \| Colo-Colo \| \| 8 de abril \| Guadalajara \| Atlas \| 3:1 \| Boca Juniors \| \| 10 de abril \| Santiago \| Colo-Colo \| 2:0 \| U. A. Maracaibo \| \| 22 de abril \| Santiago \| Colo-Colo \| 1:1 \| Atlas \| \| 22 de abril \| Buenos Aires \| Boca Juniors \| 3:0 \| U. A. Maracaibo \| |              |                 |           |                 |
| Fecha | Lugar        | Local           | Resultado | Visitante       |
| 20 de febrero | Maracaibo    | U. A. Maracaibo | 1:1       | Boca Juniors    |
| 21 de febrero | Guadalajara  | Atlas           | 3:0       | Colo-Colo       |
| 28 de febrero | Maracaibo    | U. A. Maracaibo | 1:3       | Colo-Colo       |
| 6 de marzo | Buenos Aires | Boca Juniors    | 3:0       | Atlas           |
| 12 de marzo | Guadalajara  | Atlas           | 3:0       | U. A. Maracaibo |
| 20 de marzo | Santiago     | Colo-Colo       | 2:0       | Boca Juniors    |
| 25 de marzo | Maracaibo    | U. A. Maracaibo | 1:1       | Atlas           |
| 27 de marzo | Buenos Aires | Boca Juniors    | 4:3       | Colo-Colo       |
| 8 de abril | Guadalajara  | Atlas           | 3:1       | Boca Juniors    |
| 10 de abril | Santiago     | Colo-Colo       | 2:0       | U. A. Maracaibo |
| 22 de abril | Santiago     | Colo-Colo       | 1:1       | Atlas           |
| 22 de abril | Buenos Aires | Boca Juniors    | 3:0       | U. A. Maracaibo |

### Grupo 4
| Equipo            | Pts. | PJ | PG | PE | PP | GF | GC | DG |
| ----------------- | ---- | -- | -- | -- | -- | -- | -- | -- |
| Flamengo          | 13   | 6  | 4  | 1  | 1  | 9  | 4  | 5  |
| Nacional          | 12   | 6  | 4  | 0  | 2  | 9  | 5  | 4  |
| Cienciano         | 7    | 6  | 2  | 1  | 3  | 5  | 9  | –4 |
| Coronel Bolognesi | 2    | 6  | 0  | 2  | 4  | 0  | 5  | –5 |

| \| Fecha \| Lugar \| Local \| Resultado \| Visitante \| \| ------------- \| -------------- \| ----------------- \| --------- \| ----------------- \| \| 13 de febrero \| Tacna \| Coronel Bolognesi \| 0:0 \| Flamengo \| \| 14 de febrero \| Cuzco \| Cienciano \| 2:1 \| Nacional \| \| 19 de febrero \| Tacna \| Coronel Bolognesi \| 0:1 \| Nacional \| \| 27 de febrero \| Río de Janeiro \| Flamengo \| 2:1 \| Cienciano \| \| 6 de marzo \| Montevideo \| Nacional \| 3:0 \| Flamengo \| \| 11 de marzo \| Cuzco \| Cienciano \| 1:0 \| Coronel Bolognesi \| \| 19 de marzo \| Río de Janeiro \| Flamengo \| 2:0 \| Nacional \| \| 25 de marzo \| Tacna \| Coronel Bolognesi \| 0:0 \| Cienciano \| \| 3 de abril \| Montevideo \| Nacional \| 1:0 \| Coronel Bolognesi \| \| 9 de abril \| Cuzco \| Cienciano \| 0:3 \| Flamengo \| \| 23 de abril \| Río de Janeiro \| Flamengo \| 2:0 \| Coronel Bolognesi \| \| 23 de abril \| Montevideo \| Nacional \| 3:1 \| Cienciano \| |                |                   |           |                   |
| Fecha | Lugar          | Local             | Resultado | Visitante         |
| 13 de febrero | Tacna          | Coronel Bolognesi | 0:0       | Flamengo          |
| 14 de febrero | Cuzco          | Cienciano         | 2:1       | Nacional          |
| 19 de febrero | Tacna          | Coronel Bolognesi | 0:1       | Nacional          |
| 27 de febrero | Río de Janeiro | Flamengo          | 2:1       | Cienciano         |
| 6 de marzo | Montevideo     | Nacional          | 3:0       | Flamengo          |
| 11 de marzo | Cuzco          | Cienciano         | 1:0       | Coronel Bolognesi |
| 19 de marzo | Río de Janeiro | Flamengo          | 2:0       | Nacional          |
| 25 de marzo | Tacna          | Coronel Bolognesi | 0:0       | Cienciano         |
| 3 de abril | Montevideo     | Nacional          | 1:0       | Coronel Bolognesi |
| 9 de abril | Cuzco          | Cienciano         | 0:3       | Flamengo          |
| 23 de abril | Río de Janeiro | Flamengo          | 2:0       | Coronel Bolognesi |
| 23 de abril | Montevideo     | Nacional          | 3:1       | Cienciano         |

### Grupo 5
| Equipo                 | Pts. | PJ | PG | PE | PP | GF | GC | DG |
| ---------------------- | ---- | -- | -- | -- | -- | -- | -- | -- |
| River Plate            | 12   | 6  | 4  | 0  | 2  | 14 | 8  | 6  |
| América                | 9    | 6  | 3  | 0  | 3  | 10 | 10 | 0  |
| Universidad Católica   | 9    | 6  | 3  | 0  | 3  | 6  | 6  | 0  |
| Universidad San Martín | 6    | 6  | 2  | 0  | 4  | 4  | 10 | –6 |

| \| Fecha \| Lugar \| Local \| Resultado \| Visitante \| \| ------------- \| ---------------- \| ---------------------- \| --------- \| ---------------------- \| \| 13 de febrero \| Lima \| Universidad San Martín \| 2:0 \| River Plate \| \| 20 de febrero \| Ciudad de México \| América \| 2:1 \| Universidad Católica \| \| 26 de febrero \| Lima \| Universidad San Martín \| 0:1 \| Universidad Católica \| \| 27 de febrero \| Buenos Aires \| River Plate \| 2:1 \| América \| \| 12 de marzo \| Santiago \| Universidad Católica \| 1:2 \| River Plate \| \| 13 de marzo \| Ciudad de México \| América \| 3:1 \| Universidad San Martín \| \| 26 de marzo \| Buenos Aires \| River Plate \| 2:0 \| Universidad Católica \| \| 26 de marzo \| Lima \| Universidad San Martín \| 1:0 \| América \| \| 1 de abril \| Santiago \| Universidad Católica \| 1:0 \| Universidad San Martín \| \| 2 de abril \| Ciudad de México \| América \| 4:3 \| River Plate \| \| 17 de abril \| Buenos Aires \| River Plate \| 5:0 \| Universidad San Martín \| \| 17 de abril \| Santiago \| Universidad Católica \| 2:0 \| América \| |                  |                        |           |                        |
| Fecha | Lugar            | Local                  | Resultado | Visitante              |
| 13 de febrero | Lima             | Universidad San Martín | 2:0       | River Plate            |
| 20 de febrero | Ciudad de México | América                | 2:1       | Universidad Católica   |
| 26 de febrero | Lima             | Universidad San Martín | 0:1       | Universidad Católica   |
| 27 de febrero | Buenos Aires     | River Plate            | 2:1       | América                |
| 12 de marzo | Santiago         | Universidad Católica   | 1:2       | River Plate            |
| 13 de marzo | Ciudad de México | América                | 3:1       | Universidad San Martín |
| 26 de marzo | Buenos Aires     | River Plate            | 2:0       | Universidad Católica   |
| 26 de marzo | Lima             | Universidad San Martín | 1:0       | América                |
| 1 de abril | Santiago         | Universidad Católica   | 1:0       | Universidad San Martín |
| 2 de abril | Ciudad de México | América                | 4:3       | River Plate            |
| 17 de abril | Buenos Aires     | River Plate            | 5:0       | Universidad San Martín |
| 17 de abril | Santiago         | Universidad Católica   | 2:0       | América                |

### Grupo 6
| Equipo           | Pts. | PJ | PG | PE | PP | GF | GC | DG  |
| ---------------- | ---- | -- | -- | -- | -- | -- | -- | --- |
| Cúcuta Deportivo | 11   | 6  | 3  | 2  | 1  | 7  | 4  | 3   |
| Santos           | 10   | 6  | 3  | 1  | 2  | 13 | 6  | 7   |
| Guadalajara      | 9    | 6  | 3  | 0  | 3  | 8  | 5  | 3   |
| San José         | 4    | 6  | 1  | 1  | 4  | 4  | 17 | –13 |

| \| Fecha \| Lugar \| Local \| Resultado \| Visitante \| \| ------------- \| ----------- \| ---------------- \| --------- \| ---------------- \| \| 13 de febrero \| Cúcuta \| Cúcuta Deportivo \| 0:0 \| Santos \| \| 19 de febrero \| Guadalajara \| Guadalajara \| 2:0 \| San José \| \| 28 de febrero \| Cúcuta \| Cúcuta Deportivo \| 0:0 \| San José \| \| 4 de marzo \| Santos \| Santos \| 1:0 \| Guadalajara \| \| 11 de marzo \| Guadalajara \| Guadalajara \| 0:1 \| Cúcuta Deportivo \| \| 19 de marzo \| Oruro \| San José \| 2:1 \| Santos \| \| 27 de marzo \| Cúcuta \| Cúcuta Deportivo \| 1:0 \| Guadalajara \| \| 1 de abril \| Santos \| Santos \| 7:0 \| San José \| \| 8 de abril \| Oruro \| San José \| 2:4 \| Cúcuta Deportivo \| \| 9 de abril \| Guadalajara \| Guadalajara \| 3:2 \| Santos \| \| 16 de abril \| Santos \| Santos \| 2:1 \| Cúcuta Deportivo \| \| 16 de abril \| Oruro \| San José \| 0:3 \| Guadalajara \| |             |                  |           |                  |
| Fecha | Lugar       | Local            | Resultado | Visitante        |
| 13 de febrero | Cúcuta      | Cúcuta Deportivo | 0:0       | Santos           |
| 19 de febrero | Guadalajara | Guadalajara      | 2:0       | San José         |
| 28 de febrero | Cúcuta      | Cúcuta Deportivo | 0:0       | San José         |
| 4 de marzo | Santos      | Santos           | 1:0       | Guadalajara      |
| 11 de marzo | Guadalajara | Guadalajara      | 0:1       | Cúcuta Deportivo |
| 19 de marzo | Oruro       | San José         | 2:1       | Santos           |
| 27 de marzo | Cúcuta      | Cúcuta Deportivo | 1:0       | Guadalajara      |
| 1 de abril | Santos      | Santos           | 7:0       | San José         |
| 8 de abril | Oruro       | San José         | 2:4       | Cúcuta Deportivo |
| 9 de abril | Guadalajara | Guadalajara      | 3:2       | Santos           |
| 16 de abril | Santos      | Santos           | 2:1       | Cúcuta Deportivo |
| 16 de abril | Oruro       | San José         | 0:3       | Guadalajara      |

### Grupo 7
| Equipo            | Pts. | PJ | PG | PE | PP | GF | GC | DG |
| ----------------- | ---- | -- | -- | -- | -- | -- | -- | -- |
| São Paulo         | 11   | 6  | 3  | 2  | 1  | 6  | 4  | 2  |
| Atlético Nacional | 8    | 6  | 2  | 2  | 2  | 8  | 5  | 3  |
| Sportivo Luqueño  | 7    | 6  | 2  | 1  | 3  | 8  | 10 | –2 |
| Audax Italiano    | 7    | 6  | 2  | 1  | 3  | 6  | 9  | –3 |

| \| Fecha \| Lugar \| Local \| Resultado \| Visitante \| \| ------------- \| --------- \| ----------------- \| --------- \| ----------------- \| \| 19 de febrero \| Santiago \| Audax Italiano \| 1:2 \| Sportivo Luqueño \| \| 27 de febrero \| Medellín \| Atlético Nacional \| 1:1 \| São Paulo \| \| 5 de marzo \| São Paulo \| São Paulo \| 2:1 \| Audax Italiano \| \| 6 de marzo \| Medellín \| Atlético Nacional \| 3:0 \| Sportivo Luqueño \| \| 18 de marzo \| Santiago \| Audax Italiano \| 1:0 \| Atlético Nacional \| \| 20 de marzo \| Luque \| Sportivo Luqueño \| 1:1 \| São Paulo \| \| 2 de abril \| São Paulo \| São Paulo \| 1:0 \| Sportivo Luqueño \| \| 3 de abril \| Medellín \| Atlético Nacional \| 1:1 \| Audax Italiano \| \| 10 de abril \| Luque \| Sportivo Luqueño \| 1:3 \| Atlético Nacional \| \| 10 de abril \| Santiago \| Audax Italiano \| 1:0 \| São Paulo \| \| 23 de abril \| Luque \| Sportivo Luqueño \| 4:1 \| Audax Italiano \| \| 23 de abril \| São Paulo \| São Paulo \| 1:0 \| Atlético Nacional \| |           |                   |           |                   |
| Fecha | Lugar     | Local             | Resultado | Visitante         |
| 19 de febrero | Santiago  | Audax Italiano    | 1:2       | Sportivo Luqueño  |
| 27 de febrero | Medellín  | Atlético Nacional | 1:1       | São Paulo         |
| 5 de marzo | São Paulo | São Paulo         | 2:1       | Audax Italiano    |
| 6 de marzo | Medellín  | Atlético Nacional | 3:0       | Sportivo Luqueño  |
| 18 de marzo | Santiago  | Audax Italiano    | 1:0       | Atlético Nacional |
| 20 de marzo | Luque     | Sportivo Luqueño  | 1:1       | São Paulo         |
| 2 de abril | São Paulo | São Paulo         | 1:0       | Sportivo Luqueño  |
| 3 de abril | Medellín  | Atlético Nacional | 1:1       | Audax Italiano    |
| 10 de abril | Luque     | Sportivo Luqueño  | 1:3       | Atlético Nacional |
| 10 de abril | Santiago  | Audax Italiano    | 1:0       | São Paulo         |
| 23 de abril | Luque     | Sportivo Luqueño  | 4:1       | Audax Italiano    |
| 23 de abril | São Paulo | São Paulo         | 1:0       | Atlético Nacional |

### Grupo 8
| Equipo        | Pts. | PJ | PG | PE | PP | GF | GC | DG |
| ------------- | ---- | -- | -- | -- | -- | -- | -- | -- |
| Fluminense    | 13   | 6  | 4  | 1  | 1  | 11 | 3  | 8  |
| Liga de Quito | 10   | 6  | 3  | 1  | 2  | 10 | 5  | 5  |
| Arsenal       | 9    | 6  | 3  | 0  | 3  | 6  | 14 | –8 |
| Libertad      | 3    | 6  | 1  | 0  | 5  | 5  | 10 | –5 |

| \| Fecha \| Lugar \| Local \| Resultado \| Visitante \| \| ------------- \| -------------- \| ------------- \| --------- \| ------------- \| \| 20 de febrero \| Sarandí \| Arsenal \| 1:0 \| Libertad \| \| 20 de febrero \| Quito \| Liga de Quito \| 0:0 \| Fluminense \| \| 4 de marzo \| Quito \| Liga de Quito \| 2:0 \| Libertad \| \| 5 de marzo \| Río de Janeiro \| Fluminense \| 6:0 \| Arsenal \| \| 12 de marzo \| Sarandí \| Arsenal \| 0:1 \| Liga de Quito \| \| 19 de marzo \| Asunción \| Libertad \| 1:2 \| Fluminense \| \| 26 de marzo \| Quito \| Liga de Quito \| 6:1 \| Arsenal \| \| 2 de abril \| Río de Janeiro \| Fluminense \| 2:0 \| Libertad \| \| 8 de abril \| Asunción \| Libertad \| 3:1 \| Liga de Quito \| \| 9 de abril \| Sarandí \| Arsenal \| 2:0 \| Fluminense \| \| 16 de abril \| Asunción \| Libertad \| 1:2 \| Arsenal \| \| 17 de abril \| Río de Janeiro \| Fluminense \| 1:0 \| Liga de Quito \| |                |               |           |               |
| Fecha | Lugar          | Local         | Resultado | Visitante     |
| 20 de febrero | Sarandí        | Arsenal       | 1:0       | Libertad      |
| 20 de febrero | Quito          | Liga de Quito | 0:0       | Fluminense    |
| 4 de marzo | Quito          | Liga de Quito | 2:0       | Libertad      |
| 5 de marzo | Río de Janeiro | Fluminense    | 6:0       | Arsenal       |
| 12 de marzo | Sarandí        | Arsenal       | 0:1       | Liga de Quito |
| 19 de marzo | Asunción       | Libertad      | 1:2       | Fluminense    |
| 26 de marzo | Quito          | Liga de Quito | 6:1       | Arsenal       |
| 2 de abril | Río de Janeiro | Fluminense    | 2:0       | Libertad      |
| 8 de abril | Asunción       | Libertad      | 3:1       | Liga de Quito |
| 9 de abril | Sarandí        | Arsenal       | 2:0       | Fluminense    |
| 16 de abril | Asunción       | Libertad      | 1:2       | Arsenal       |
| 17 de abril | Río de Janeiro | Fluminense    | 1:0       | Liga de Quito |

## Fases finales
A partir de aquí, los dieciséis equipos clasificados disputaron una serie de eliminatorias a ida y vuelta, hasta consagrar al campeón.
Las fases finales estuvieron compuestas por cuatro etapas: octavos, cuartos, semifinales y final. A los fines de establecer las llaves de la primera etapa, los dieciséis equipos fueron ordenados en dos tablas, una con los clasificados como primeros (numerados del 1 al 8 de acuerdo con su desempeño en la segunda fase, determinada según los criterios de clasificación), y otra con aquellos clasificados como segundos (numerados del 9 al 16, con el mismo criterio), enfrentándose en octavos de final el 1 con el 16, el 2 con el 15, el 3 con el 14, y así sucesivamente. Durante todo el desarrollo de las fases finales, el equipo que ostentara menor número de orden que su rival de turno ejerció la localía en el partido de vuelta. En caso de que dos equipos de un mismo país alcanzaran la ronda de semifinales, se debía alterar, de ser necesario, el orden de las llaves para que ambos se enfrentaran en la mencionada instancia, a fin de evitar que puedan cruzarse en la final.

### Tabla de primeros
| N.º | Equipo           | Pts. | PJ | PG | PE | PP | GF | GC | DG |
| --- | ---------------- | ---- | -- | -- | -- | -- | -- | -- | -- |
| 1   | Fluminense       | 13   | 6  | 4  | 1  | 1  | 11 | 3  | 8  |
| 2   | Flamengo         | 13   | 6  | 4  | 1  | 1  | 9  | 4  | 5  |
| 3   | River Plate      | 12   | 6  | 4  | 0  | 2  | 14 | 8  | 6  |
| 4   | Atlas            | 11   | 6  | 3  | 2  | 1  | 11 | 6  | 5  |
| 5   | Cruzeiro         | 11   | 6  | 3  | 2  | 1  | 11 | 7  | 4  |
| 6   | Estudiantes (LP) | 11   | 6  | 3  | 2  | 1  | 9  | 5  | 4  |
| 7   | Cúcuta Deportivo | 11   | 6  | 3  | 2  | 1  | 7  | 4  | 3  |
| 8   | São Paulo        | 11   | 6  | 3  | 2  | 1  | 6  | 4  | 2  |

### Tabla de segundos
| N.º | Equipo            | Pts. | PJ | PG | PE | PP | GF | GC | DG |
| --- | ----------------- | ---- | -- | -- | -- | -- | -- | -- | -- |
| 9   | Nacional          | 12   | 6  | 4  | 0  | 2  | 9  | 5  | 4  |
| 10  | Santos            | 10   | 6  | 3  | 1  | 2  | 13 | 6  | 7  |
| 11  | Liga de Quito     | 10   | 6  | 3  | 1  | 2  | 10 | 5  | 5  |
| 12  | Boca Juniors      | 10   | 6  | 3  | 1  | 2  | 12 | 9  | 3  |
| 13  | Lanús             | 10   | 6  | 2  | 4  | 0  | 9  | 6  | 3  |
| 14  | San Lorenzo       | 10   | 6  | 3  | 1  | 2  | 8  | 7  | 1  |
| 15  | América           | 9    | 6  | 3  | 0  | 3  | 10 | 10 | 0  |
| 16  | Atlético Nacional | 8    | 6  | 2  | 2  | 2  | 8  | 5  | 3  |

### Cuadro de desarrollo
|  | Octavos de final         | Octavos de final         | Octavos de final         | Octavos de final         | Octavos de final         |   |       | Cuartos de final | Cuartos de final | Cuartos de final | Cuartos de final | Cuartos de final |  |    | Semifinales              | Semifinales              | Semifinales              | Semifinales              | Semifinales              |  |   | Final                    | Final                    | Final                    | Final                    | Final                    |  |
|  | 29 de abril al 8 de mayo | 29 de abril al 8 de mayo | 29 de abril al 8 de mayo | 29 de abril al 8 de mayo | 29 de abril al 8 de mayo |   |       | 14 al 22 de mayo | 14 al 22 de mayo | 14 al 22 de mayo | 14 al 22 de mayo | 14 al 22 de mayo |  |    | 27 de mayo al 4 de junio | 27 de mayo al 4 de junio | 27 de mayo al 4 de junio | 27 de mayo al 4 de junio | 27 de mayo al 4 de junio |  |   | 25 de junio y 2 de julio | 25 de junio y 2 de julio | 25 de junio y 2 de julio | 25 de junio y 2 de julio | 25 de junio y 2 de julio |  |
|  |                          |                          |                          |                          |                          |   |       |                  |                  |                  |                  |                  |  |    |                          |                          |                          |                          |                          |  |   |                          |                          |                          |                          |                          |  |
|  |                          |                          |                          |                          |                          |   |       |                  |                  |                  |                  |                  |  |    |                          |                          |                          |                          |                          |  |   |                          |                          |                          |                          |                          |  |
|  | 1                        | Fluminense               | 2                        | 1                        | 3                        |   |       |                  |                  |                  |                  |                  |  |    |                          |                          |                          |                          |                          |  |   |                          |                          |                          |                          |                          |  |
|  | 1                        | Fluminense               | 2                        | 1                        | 3                        |   |       |                  |                  |                  |                  |                  |  |    |                          |                          |                          |                          |                          |  |   |                          |                          |                          |                          |                          |  |
|  | 16                       | Atlético Nacional        | 1                        | 0                        | 1                        |   |       |                  |                  |                  |                  |                  |  |    |                          |                          |                          |                          |                          |  |   |                          |                          |                          |                          |                          |  |
|  | 16                       | Atlético Nacional        | 1                        | 0                        | 1                        |   | 1     | Fluminense       | 0                | 3                | 3                |                  |  |    |                          |                          |                          |                          |                          |  |   |                          |                          |                          |                          |                          |  |
|  |                          |                          |                          |                          |                          |   | 1     | Fluminense       | 0                | 3                | 3                |                  |  |    |                          |                          |                          |                          |                          |  |   |                          |                          |                          |                          |                          |  |
|  |                          |                          | 8                        | São Paulo                | 1                        | 1 | 2     |                  |                  |                  |                  |                  |  |    |                          |                          |                          |                          |                          |  |   |                          |                          |                          |                          |                          |  |
|  | 8                        | São Paulo                | 8                        | São Paulo                | 1                        | 1 | 2     | 0                | 2                | 2                |                  |                  |  |    |                          |                          |                          |                          |                          |  |   |                          |                          |                          |                          |                          |  |
|  | 8                        | São Paulo                |                          |                          |                          |   |       |                  |                  | 2                |                  |                  |  |    |                          |                          |                          |                          |                          |  |   |                          |                          |                          |                          |                          |  |
|  | 9                        | Nacional                 | 0                        | 0                        | 0                        |   |       |                  |                  |                  |                  |                  |  |    |                          |                          |                          |                          |                          |  |   |                          |                          |                          |                          |                          |  |
|  | 9                        | Nacional                 | 0                        | 0                        | 0                        |   |       |                  |                  |                  |                  |                  |  | 1  | Fluminense               | 2                        | 3                        | 5                        |                          |  |   |                          |                          |                          |                          |                          |  |
|  |                          |                          |                          |                          |                          |   |       |                  |                  |                  |                  |                  |  | 1  | Fluminense               | 2                        | 3                        | 5                        |                          |  |   |                          |                          |                          |                          |                          |  |
|  |                          |                          | 12                       | Boca Juniors             | 2                        | 1 | 3     |                  |                  |                  |                  |                  |  |    |                          |                          |                          |                          |                          |  |   |                          |                          |                          |                          |                          |  |
|  | 4                        | Atlas                    | 12                       | Boca Juniors             | 2                        | 1 | 3     | 1                | 2                | 3                |                  |                  |  |    |                          |                          |                          |                          |                          |  |   |                          |                          |                          |                          |                          |  |
|  | 4                        | Atlas                    |                          |                          |                          |   |       |                  |                  | 3                |                  |                  |  |    |                          |                          |                          |                          |                          |  |   |                          |                          |                          |                          |                          |  |
|  | 13                       | Lanús                    | 0                        | 2                        | 2                        |   |       |                  |                  |                  |                  |                  |  |    |                          |                          |                          |                          |                          |  |   |                          |                          |                          |                          |                          |  |
|  | 13                       | Lanús                    | 0                        | 2                        | 2                        |   | 4     | Atlas            | 2                | 0                | 2                |                  |  |    |                          |                          |                          |                          |                          |  |   |                          |                          |                          |                          |                          |  |
|  |                          |                          |                          |                          |                          |   | 4     | Atlas            | 2                | 0                | 2                |                  |  |    |                          |                          |                          |                          |                          |  |   |                          |                          |                          |                          |                          |  |
|  |                          |                          | 12                       | Boca Juniors             | 2                        | 3 | 5     |                  |                  |                  |                  |                  |  |    |                          |                          |                          |                          |                          |  |   |                          |                          |                          |                          |                          |  |
|  | 5                        | Cruzeiro                 | 12                       | Boca Juniors             | 2                        | 3 | 5     | 1                | 1                | 2                |                  |                  |  |    |                          |                          |                          |                          |                          |  |   |                          |                          |                          |                          |                          |  |
|  | 5                        | Cruzeiro                 |                          |                          |                          |   |       |                  |                  | 2                |                  |                  |  |    |                          |                          |                          |                          |                          |  |   |                          |                          |                          |                          |                          |  |
|  | 12                       | Boca Juniors             | 2                        | 2                        | 4                        |   |       |                  |                  |                  |                  |                  |  |    |                          |                          |                          |                          |                          |  |   |                          |                          |                          |                          |                          |  |
|  | 12                       | Boca Juniors             | 2                        | 2                        | 4                        |   |       |                  |                  |                  |                  |                  |  |    |                          |                          |                          |                          |                          |  | 1 | Fluminense               | 2                        | 3                        | 5 (1)                    |                          |  |
|  |                          |                          |                          |                          |                          |   |       |                  |                  |                  |                  |                  |  |    |                          |                          |                          |                          |                          |  | 1 | Fluminense               | 2                        | 3                        | 5 (1)                    |                          |  |
|  |                          |                          | 11                       | Liga de Quito (p.)       | 4                        | 1 | 5 (3) |                  |                  |                  |                  |                  |  |    |                          |                          |                          |                          |                          |  |   |                          |                          |                          |                          |                          |  |
|  | 2                        | Flamengo                 | 11                       | Liga de Quito (p.)       | 4                        | 1 | 5 (3) | 4                | 0                | 4                |                  |                  |  |    |                          |                          |                          |                          |                          |  |   |                          |                          |                          |                          |                          |  |
|  | 2                        | Flamengo                 |                          |                          |                          |   |       |                  |                  | 4                |                  |                  |  |    |                          |                          |                          |                          |                          |  |   |                          |                          |                          |                          |                          |  |
|  | 15                       | América                  | 2                        | 3                        | 5                        |   |       |                  |                  |                  |                  |                  |  |    |                          |                          |                          |                          |                          |  |   |                          |                          |                          |                          |                          |  |
|  | 15                       | América                  | 2                        | 3                        | 5                        |   | 15    | América          | 2                | 0                | 2                |                  |  |    |                          |                          |                          |                          |                          |  |   |                          |                          |                          |                          |                          |  |
|  |                          |                          |                          |                          |                          |   | 15    | América          | 2                | 0                | 2                |                  |  |    |                          |                          |                          |                          |                          |  |   |                          |                          |                          |                          |                          |  |
|  |                          |                          | 10                       | Santos                   | 0                        | 1 | 1     |                  |                  |                  |                  |                  |  |    |                          |                          |                          |                          |                          |  |   |                          |                          |                          |                          |                          |  |
|  | 7                        | Cúcuta Deportivo         | 10                       | Santos                   | 0                        | 1 | 1     | 0                | 0                | 0                |                  |                  |  |    |                          |                          |                          |                          |                          |  |   |                          |                          |                          |                          |                          |  |
|  | 7                        | Cúcuta Deportivo         |                          |                          |                          |   |       |                  |                  | 0                |                  |                  |  |    |                          |                          |                          |                          |                          |  |   |                          |                          |                          |                          |                          |  |
|  | 10                       | Santos                   | 2                        | 2                        | 4                        |   |       |                  |                  |                  |                  |                  |  |    |                          |                          |                          |                          |                          |  |   |                          |                          |                          |                          |                          |  |
|  | 10                       | Santos                   | 2                        | 2                        | 4                        |   |       |                  |                  |                  |                  |                  |  | 15 | América                  | 1                        | 0                        | 1                        |                          |  |   |                          |                          |                          |                          |                          |  |
|  |                          |                          |                          |                          |                          |   |       |                  |                  |                  |                  |                  |  | 15 | América                  | 1                        | 0                        | 1                        |                          |  |   |                          |                          |                          |                          |                          |  |
|  |                          |                          | 11                       | Liga de Quito (v.)       | 1                        | 0 | 1     |                  |                  |                  |                  |                  |  |    |                          |                          |                          |                          |                          |  |   |                          |                          |                          |                          |                          |  |
|  | 3                        | River Plate              | 11                       | Liga de Quito (v.)       | 1                        | 0 | 1     | 1                | 2                | 3                |                  |                  |  |    |                          |                          |                          |                          |                          |  |   |                          |                          |                          |                          |                          |  |
|  | 3                        | River Plate              |                          |                          |                          |   |       |                  |                  | 3                |                  |                  |  |    |                          |                          |                          |                          |                          |  |   |                          |                          |                          |                          |                          |  |
|  | 14                       | San Lorenzo              | 2                        | 2                        | 4                        |   |       |                  |                  |                  |                  |                  |  |    |                          |                          |                          |                          |                          |  |   |                          |                          |                          |                          |                          |  |
|  | 14                       | San Lorenzo              | 2                        | 2                        | 4                        |   | 14    | San Lorenzo      | 1                | 1                | 2 (3)            |                  |  |    |                          |                          |                          |                          |                          |  |   |                          |                          |                          |                          |                          |  |
|  |                          |                          |                          |                          |                          |   | 14    | San Lorenzo      | 1                | 1                | 2 (3)            |                  |  |    |                          |                          |                          |                          |                          |  |   |                          |                          |                          |                          |                          |  |
|  |                          |                          | 11                       | Liga de Quito (p.)       | 1                        | 1 | 2 (5) |                  |                  |                  |                  |                  |  |    |                          |                          |                          |                          |                          |  |   |                          |                          |                          |                          |                          |  |
|  | 6                        | Estudiantes (LP)         | 11                       | Liga de Quito (p.)       | 1                        | 1 | 2 (5) | 0                | 2                | 2                |                  |                  |  |    |                          |                          |                          |                          |                          |  |   |                          |                          |                          |                          |                          |  |
|  | 6                        | Estudiantes (LP)         |                          |                          |                          |   |       |                  |                  | 2                |                  |                  |  |    |                          |                          |                          |                          |                          |  |   |                          |                          |                          |                          |                          |  |
|  | 11                       | Liga de Quito            | 2                        | 1                        | 3                        |   |       |                  |                  |                  |                  |                  |  |    |                          |                          |                          |                          |                          |  |   |                          |                          |                          |                          |                          |  |
|  | 11                       | Liga de Quito            | 2                        | 1                        | 3                        |   |       |                  |                  |                  |                  |                  |  |    |                          |                          |                          |                          |                          |  |   |                          |                          |                          |                          |                          |  |
|  |                          |                          |                          |                          |                          |   |       |                  |                  |                  |                  |                  |  |    |                          |                          |                          |                          |                          |  |   |                          |                          |                          |                          |                          |  |

- Nota: En cada llave, el equipo con el menor número de orden es el que definió la serie como local.

### Octavos de final
| 30 de abril de 2008, 20:00 (UTC-5) | Atlético Nacional | 1:2 (0:1) | Fluminense                   | Estadio Atanasio Girardot, Medellín                        |                                                            |
|                                    | Arrué 52'         | Reporte   | Neves 21' (pen.) · Conca 75' | Asistencia: 40 352 espectadores Árbitro(s): Martín Vázquez | Asistencia: 40 352 espectadores Árbitro(s): Martín Vázquez |

| 6 de mayo de 2008, 18:30 (UTC-3) | Fluminense | 1:0 (0:0) | Atlético Nacional | Estadio Maracaná, Río de Janeiro                          |                                                           |
|                                  | Roger 52'  | Reporte   |                   | Asistencia: 31 700 espectadores Árbitro(s): Víctor Rivera | Asistencia: 31 700 espectadores Árbitro(s): Víctor Rivera |

| 30 de abril de 2008, 22:00 (UTC-3) | Nacional | 0:0     | São Paulo | Estadio Gran Parque Central, Montevideo                  |                                                          |
|                                    |          | Reporte |           | Asistencia: 20 000 espectadores Árbitro(s): Rubén Selmán | Asistencia: 20 000 espectadores Árbitro(s): Rubén Selmán |

| 7 de mayo de 2008, 21:50 (UTC-3) | São Paulo                   | 2:0 (1:0) | Nacional | Estadio Morumbi, São Paulo                                  |                                                             |
|                                  | Adriano 37' · Dagoberto 89' | Reporte   |          | Asistencia: 42 050 espectadores Árbitro(s): Héctor Baldassi | Asistencia: 42 050 espectadores Árbitro(s): Héctor Baldassi |

| 29 de abril de 2008, 20:10 (UTC-3) | Lanús | 0:1 (0:1) | Atlas       | Estadio Ciudad de Lanús, Lanús                            |                                                           |
|                                    |       | Reporte   | Marioni 37' | Asistencia: 26 104 espectadores Árbitro(s): Víctor Rivera | Asistencia: 26 104 espectadores Árbitro(s): Víctor Rivera |

| 6 de mayo de 2008, 21:30 (UTC-5) | Atlas                      | 2:2 (1:0) | Lanús                   | Estadio Jalisco, Guadalajara                              |                                                           |
|                                  | Marioni 29' · Mendívil 75' | Reporte   | Sand 63' · Acosta 90+1' | Asistencia: 16 000 espectadores Árbitro(s): Carlos Torres | Asistencia: 16 000 espectadores Árbitro(s): Carlos Torres |

| 30 de abril de 2008, 17:40 (UTC-3) | Boca Juniors             | 2:1 (1:0) | Cruzeiro     | Estadio La Bombonera, Buenos Aires                          |                                                             |
|                                    | Riquelme 6' · Dátolo 65' | Reporte   | Fabrício 78' | Asistencia: 35 137 espectadores Árbitro(s): Jorge Larrionda | Asistencia: 35 137 espectadores Árbitro(s): Jorge Larrionda |

| 7 de mayo de 2008, 19:10 (UTC-3) | Cruzeiro   | 1:2 (0:2) | Boca Juniors              | Estadio Mineirão, Belo Horizonte                           |                                                            |
|                                  | Wágner 56' | Reporte   | Palacio 36' · Palermo 44' | Asistencia: 61 471 espectadores Árbitro(s): Carlos Chandía | Asistencia: 61 471 espectadores Árbitro(s): Carlos Chandía |

| 30 de abril de 2008, 17:45 (UTC-5) | América                     | 2:4 (1:1) | Flamengo                                         | Estadio Azteca, Ciudad de México                           |                                                            |
|                                    | Cervantes 44' · Esqueda 70' | Reporte   | Marcinho 43', 69' · Tardelli 87' · Léo Moura 90' | Asistencia: 60 000 espectadores Árbitro(s): Carlos Chandía | Asistencia: 60 000 espectadores Árbitro(s): Carlos Chandía |

| 7 de mayo de 2008, 21:50 (UTC-3) | Flamengo | 0:3 (0:2) | América                        | Estadio Maracaná, Río de Janeiro                             |                                                              |
|                                  |          | Reporte   | Cabañas 20', 77' · Esqueda 38' | Asistencia: 47 115 espectadores Árbitro(s): Alfredo Intriago | Asistencia: 47 115 espectadores Árbitro(s): Alfredo Intriago |

| 1 de mayo de 2008, 20:45 (UTC-3) | Santos                | 2:0 (1:0) | Cúcuta Deportivo | Estadio Urbano Caldeira, Santos                                     |                                                                     |
|                                  | Lima 18' · Molina 70' | Reporte   |                  | Asistencia: 17 282 espectadores Árbitro(s): Marco Antonio Rodríguez | Asistencia: 17 282 espectadores Árbitro(s): Marco Antonio Rodríguez |

| 8 de mayo de 2008, 21:15 (UTC-5) | Cúcuta Deportivo | 0:2 (0:1) | Santos                        | Estadio General Santander, Cúcuta                           |                                                             |
|                                  |                  | Reporte   | Kléber Pereira 40' · Lima 53' | Asistencia: 30 000 espectadores Árbitro(s): Carlos Amarilla | Asistencia: 30 000 espectadores Árbitro(s): Carlos Amarilla |

| 30 de abril de 2008, 19:45 (UTC-3) | San Lorenzo                          | 2:1 (1:1) | River Plate | Estadio Pedro Bidegain, Buenos Aires                        |                                                             |
|                                    | Silvera 27' · A. González 87' (pen.) | Reporte   | Falcao 30'  | Asistencia: 25 337 espectadores Árbitro(s): Héctor Baldassi | Asistencia: 25 337 espectadores Árbitro(s): Héctor Baldassi |

| 8 de mayo de 2008, 20:30 (UTC-3) | River Plate                      | 2:2 (1:0) | San Lorenzo        | Estadio Monumental, Buenos Aires                            |                                                             |
|                                  | Abelairas 11' · Abreu 61' (pen.) | Reporte   | Bergessio 69', 73' | Asistencia: 49 938 espectadores Árbitro(s): Sergio Pezzotta | Asistencia: 49 938 espectadores Árbitro(s): Sergio Pezzotta |

| 29 de abril de 2008, 20:30 (UTC-5) | Liga de Quito           | 2:0 (0:0) | Estudiantes (LP) | Estadio Casa Blanca, Quito                                  |                                                             |
|                                    | Guerrón 63' · Manso 77' | Reporte   |                  | Asistencia: 17 540 espectadores Árbitro(s): Leonardo Gaciba | Asistencia: 17 540 espectadores Árbitro(s): Leonardo Gaciba |

| 6 de mayo de 2008, 21:00 (UTC-3) | Estudiantes (LP)          | 2:1 (1:1) | Liga de Quito | Estadio Ciudad de La Plata, La Plata                   |                                                        |
|                                  | Alayes 41' · Maggiolo 65' | Reporte   | Bolaños 26'   | Asistencia: 45 000 espectadores Árbitro(s): Óscar Ruiz | Asistencia: 45 000 espectadores Árbitro(s): Óscar Ruiz |

### Cuartos de final
| 14 de mayo de 2008, 21:50 (UTC-3) | São Paulo   | 1:0 (1:0) | Fluminense | Estadio Morumbi, São Paulo                             |                                                        |
|                                   | Adriano 19' | Reporte   |            | Asistencia: 61 593 espectadores Árbitro(s): Óscar Ruiz | Asistencia: 61 593 espectadores Árbitro(s): Óscar Ruiz |

| 21 de mayo de 2008, 21:50 (UTC-3) | Fluminense                       | 3:1 (1:0) | São Paulo   | Estadio Maracaná, Río de Janeiro                            |                                                             |
|                                   | Washington 11', 90+1' · Dodô 71' | Reporte   | Adriano 70' | Asistencia: 68 191 espectadores Árbitro(s): Carlos Amarilla | Asistencia: 68 191 espectadores Árbitro(s): Carlos Amarilla |

| 14 de mayo de 2008, 19:20 (UTC-3) | Boca Juniors                   | 2:2 (1:1) | Atlas                  | Estadio José Amalfitani, Buenos Aires                     |                                                           |
|                                   | Ayala 36' (a.g.) · Cáceres 75' | Reporte   | Flores 6' · Torres 88' | Asistencia: 43 000 espectadores Árbitro(s): Wilmar Roldán | Asistencia: 43 000 espectadores Árbitro(s): Wilmar Roldán |

| 21 de mayo de 2008, 17:20 (UTC-5) | Atlas | 0:3 (0:3) | Boca Juniors          | Estadio Jalisco, Guadalajara                             |                                                          |
|                                   |       | Reporte   | Palermo 19', 33', 37' | Asistencia: 63 000 espectadores Árbitro(s): Rubén Selmán | Asistencia: 63 000 espectadores Árbitro(s): Rubén Selmán |

| 15 de mayo de 2008, 19:20 (UTC-5) | América          | 2:0 (1:0) | Santos | Estadio Azteca, Ciudad de México                             |                                                              |
|                                   | Cabañas 25', 62' | Reporte   |        | Asistencia: 105 000 espectadores Árbitro(s): Héctor Baldassi | Asistencia: 105 000 espectadores Árbitro(s): Héctor Baldassi |

| 22 de mayo de 2008, 21:50 (UTC-3) | Santos             | 1:0 (0:0) | América | Estadio Urbano Caldeira, Santos                             |                                                             |
|                                   | Kléber Pereira 62' | Reporte   |         | Asistencia: 19 539 espectadores Árbitro(s): Jorge Larrionda | Asistencia: 19 539 espectadores Árbitro(s): Jorge Larrionda |

| 15 de mayo de 2008, 19:00 (UTC-3) | San Lorenzo     | 1:1 (1:1) | Liga de Quito | Estadio Pedro Bidegain, Buenos Aires                     |                                                          |
|                                   | A. González 38' | Reporte   | Bieler 36'    | Asistencia: 38 000 espectadores Árbitro(s): Carlos Simon | Asistencia: 38 000 espectadores Árbitro(s): Carlos Simon |

| 22 de mayo de 2008, 17:20 (UTC-5) | Liga de Quito                              | 1:1 (1:0) (5:3 p.)         | San Lorenzo                                       | Estadio Casa Blanca, Quito                                          |                                                                     |
|                                   | Manso 27'                                  | Reporte                    | Bergessio 48'                                     | Asistencia: 42 000 espectadores Árbitro(s): Marco Antonio Rodríguez | Asistencia: 42 000 espectadores Árbitro(s): Marco Antonio Rodríguez |
|                                   |                                            | Tiros desde el punto penal |                                                   |                                                                     |                                                                     |
|                                   | Urrutia · Campos · Vaca · Guerrón · Bieler |                            | A. González · D'Alessandro · A. Torres · Alvarado |                                                                     |                                                                     |

### Semifinales
| 28 de mayo de 2008, 21:50 (UTC-3) | Boca Juniors      | 2:2 (1:1) | Fluminense                   | Estadio El Cilindro, Avellaneda                             |                                                             |
|                                   | Riquelme 11', 64' | Reporte   | Thiago Silva 15' · Neves 76' | Asistencia: 52 000 espectadores Árbitro(s): Roberto Silvera | Asistencia: 52 000 espectadores Árbitro(s): Roberto Silvera |

| 4 de junio de 2008, 21:50 (UTC-3) | Fluminense                                      | 3:1 (0:0) | Boca Juniors | Estadio Maracaná, Río de Janeiro                          |                                                           |
|                                   | Washington 63' · Ibarra 71' (a.g.) · Dodô 90+3' | Reporte   | Palermo 58'  | Asistencia: 78 856 espectadores Árbitro(s): Carlos Torres | Asistencia: 78 856 espectadores Árbitro(s): Carlos Torres |

| 27 de mayo de 2008, 20:10 (UTC-5) | América     | 1:1 (0:0) | Liga de Quito | Estadio Azteca, Ciudad de México                            |                                                             |
|                                   | Esqueda 72' | Reporte   | Bolaños 62'   | Asistencia: 114 465 espectadores Árbitro(s): Martín Vázquez | Asistencia: 114 465 espectadores Árbitro(s): Martín Vázquez |

| 3 de junio de 2008, 20:10 (UTC-5) | Liga de Quito | 0:0     | América | Estadio Casa Blanca, Quito                             |                                                        |
|                                   |               | Reporte |         | Asistencia: 28 336 espectadores Árbitro(s): Pablo Pozo | Asistencia: 28 336 espectadores Árbitro(s): Pablo Pozo |

### Final
| Ida; 25 de junio de 2008, 19:50 (UTC-5) | Liga de Quito                                      | 4:2 (4:1) | Fluminense            | Estadio Casa Blanca, Quito                                 |                                                            |
|                                         | Bieler 2' · Guerrón 29' · Campos 34' · Urrutia 45' | Reporte   | Conca 12' · Neves 52' | Asistencia: 55 000 espectadores Árbitro(s): Carlos Chandía | Asistencia: 55 000 espectadores Árbitro(s): Carlos Chandía |

| Vuelta; 2 de julio de 2008, 21:50 (UTC-3) | Fluminense                          | 3:1 (3:1, 2:1) (t. s.)(1:3 p.) | Liga de Quito                      | Estadio de Maracaná, Río de Janeiro                         |                                                             |
|                                           | Neves 12', 28', 58'                 | Reporte                        | Bolaños 6'                         | Asistencia: 86 027 espectadores Árbitro(s): Héctor Baldassi | Asistencia: 86 027 espectadores Árbitro(s): Héctor Baldassi |
|                                           |                                     | Tiros desde el punto penal     |                                    |                                                             |                                                             |
|                                           | Conca · Neves · Cícero · Washington |                                | Urrutia · Campos · Salas · Guerrón |                                                             |                                                             |

|                                   |
| Bandera de Ecuador                |
| Campeón Liga de Quito 1.er título |

## Estadísticas y premios

### Mejor Jugador
| Jugador        | Club          |
| -------------- | ------------- |
| Joffre Guerrón | Liga de Quito |

### Goleadores
| Jugador            | Club             | Goles |
| ------------------ | ---------------- | ----- |
| Salvador Cabañas   | América          | 8     |
| Marcelo Martins    | Cruzeiro         | 8     |
| Sebastián Abreu    | River Plate      | 7     |
| Bruno Marioni      | Atlas            | 7     |
| Thiago Neves       | Fluminense       | 7     |
| Martín Palermo     | Boca Juniors     | 7     |
| Adriano            | São Paulo        | 6     |
| Kléber Pereira     | Santos           | 6     |
| Mauricio Molina    | Santos           | 6     |
| Washington         | Fluminense       | 6     |
| Gustavo Biscayzacú | Colo-Colo        | 5     |
| Luis Bolaños       | Liga de Quito    | 5     |
| Marcinho           | Flamengo         | 5     |
| Ramires            | Cruzeiro         | 5     |
| Matías Urbano      | Cúcuta Deportivo | 5     |